# Divadlo Komediograf
Divadlo Komediograf je soukromé kabaretní divadlo, tzv. divadlo jednoho autora, kterým je dramatik Luboš Balák. Jeho hry jsou založeny především na grotesce a humoru všeho druhu, ale také na prvcích improvizace. Témata kabaretních inscenací čerpá především z každodenního života, společenských a politické satiry. Divadlo Komediograf hostuje se svými inscenacemi a zábavnými scénkami po celé České republice.

## O autorovi
Luboš Balák (* 1970) vystudoval na brněnské Janáčkově akademii múzických umění obor divadelní dramaturgie. V současné době se živí jako autor her pro Divadlo Komediograf a jako autor divadelních her na volné noze.

## Název divadla
Divadlo bylo pojmenováno po stejnojmenném kabaretním představení s názvem Komediograf uvedeném v brněnské HaDivadle 19. 6. 1998 (poprvé byl uveden již 22. 11. 1997). Volba názvu odkazuje implicitně i na žánr, kterému se divadlo věnuje. Pojem komediograf pochází původně z antického divadla a byl jím označován autor komedií. Od roku 2001 funguje Komediograf jako samostatný projekt.

## Prostor
Divadlo nemá vlastní prostory. Jejich inscenace jsou převážně uváděny v různých brněnských divadlech. Většina produkcí je založena ze své kabaretní povahy převážně na slovu a na kostýmech. Inscenace jsou prostorově velmi flexibilní, v minulosti byly hrány například i v prostorách hospod a kaváren.

## Kostýmy
Některé kostýmy působí spíše vtipně až kontroverzně (staré vytahané tepláky vytažené až do půlky těla; spodní prádlo, plavky; muži v ženských šatech; pouhý ručník v případě inscenace Zkurvení havlisti), což dodává inscenacím humornější podtext. Při klaunských groteskách používají herci výrazného líčení a nechybí ani tradiční červený klaunský nos. Často se využívají i nejrůznější paruky.

## Nejvýraznější inscenace

### Komediograf
Inscenace měla oficiální premiéru 19. 6. 1998 v brněnském HaDivadle. Do roku 2001 se tato produkce dočkala 136 repríz. Komediograf je inscenace založená na kabaretní grotesce, klaunských výstupech, a hlavně humorných dramatických scénkách (o lásce, sexu, penězích …). Jednotlivé humorné výstupy jsou prokládány písňovými pasážemi za doprovodu živé hudby. V průběhu písní je divákům roznášeno točené pivo. Jednotlivá představení této inscenace se od do jisté míry liší. Spíše než o ucelenou inscenaci, jde o cyklus založený na stejném principu. Představení je řízeno moderátorem, kterým je vždy jeden z účinkujících herců. Inscenace již není momentálně na repertoáru divadla. Výjimečně byla uvedena v dubnu roku 2019 v brněnském HaDivadle u příležitosti 20. výročí uvedení tohoto cyklu kabaretních představení.

### Zkurvení havlisti
Premiéra komedie Zkurvení havlisti se konala 28. 10. 2018 v Divadle v Dlouhé v Praze. Příběh pojednává o třech mužích (Hubertovi, Bořkovi a Vladanovi), kteří se pravidelně scházejí v sauně. Zde řeší aktuální společenské problémy, od politiky až po téměř absurdní debaty o budoucnosti lidstva (z ekonomického, zdravotního a sportovního hlediska). Objevují se i témata týkající se Evropské unie. Po celou dobu představení mají herci na sobě pouze ručníky omotané okolo pasu.

### Pokus o vytvoření osobnosti ze sebe sama
Inscenace měla premiéru 14. 10. 2015 v Divadle Bolka Polívky v Brně. Komediální one-man show hrdiny Jožina (Robert Mikluš) řeší problém obyčejných lidí současné společnosti, ve které lidé nemají komu věřit, nemají člověka, který by jim pomohl a kdo by je podpořil. Takového člověka se Robert Mikluš snaží stvořit, ale zároveň je jeho cílem vytvořit i typ osobnosti, které si lidé mohou v současnosti vážit.

### Manželství v kostce
Tato komedie o manželství měla premiéru 27. 4. 2017 v Divadle Bolka Polívky v Brně. Inscenace o manželském páru ukazující je milostným příběhem od prvního seznámení až po pokročilou fázi vztahu, pojednává mimo jiné o nekonečném souboji pohlaví. Hlavní role Emila Válce a Marcely Borůvky jsou ztvárněny Oldřichem Navrátilem a Zuzanou Kronerovou. Celý příběh páru se odehrává celkem v sedmi kapitolách a zaměřuje se především na stereotypy, které vládnou o vztazích.

### Parta hic znovu zasahuje
Satirická komedie měla premiéru 26. 1. 2017 na Sklepní scéně v Centru experimentálního divadla v Brně. Tzv. satira z blízké budoucnosti zesměšňuje osoby shromážděné okolo prezidenta republiky Miloše Zemana, zejména bývalého státního úředníka Jindřicha Forejta (Filip Teller), vedoucího kanceláře prezidenta republiky Vratislava Mynáře (Miroslav Sýkora) a mluvčího prezidenta republiky Jiřího Ovčáčka (Alexandr Stankov). Nápad na tuto satiru vznikl již po prezidentských volbách v roce 2013, kdy byl prezidentem zvolen Miloš Zeman, své realizace se však hra dočkala až roku 2017. Inscenace se v současné době nehraje.

### Nekorektní skeče – TROS BOYS
Tři komici (Lukáš Pavlásek, Josef Polášek, Jakub Žáček) vystupují v grotesce, níž si v neberou servítky. Svým humorem popisují každodenní strasti a radosti všech lidí, od vážných problémů až po opilecké rozmluvy nad pivem v hospodě. Výstup se odehrává za doprovodu „vyšinutého pianisty“ ztvárněného muzikantem Zdeňkem Králem.

### Jak se Husákovi zdálo, že je Věra Čáslavská
Nadčasová klaunská groteska zachycující bývalého komunistického prezidenta Gustáva Husáka a gymnastku Věru Čáslavskou, měla premiéru 7. 4. 2014 v Divadle Bolka Polívky za přítomnosti olympioničky Věry Čáslavské. Groteska zobrazuje Husáka jako pomalého komika, který postupem času začíná být směšný dokonce i sám sobě. Hlavní roli komunistického prezidenta ztvárnil Tomáš Matonoha, Věru Čáslavskou Vladimír Polívka v alternaci s Tomášem Měcháčkem. V inscenaci postavil Balák naproti sebe dvě velké osobnosti tehdejší doby, které byly v mnoha ohledech velmi odlišné. Nově zvoleného komunistického prezidenta republiky, pro kterého byl nejdůležitější Sovětský svaz, a významnou olympioničku, jež vždy hájila národní zájmy.Věra Čáslavská se dokonce podílela na tvorbě představení a několikrát ho i zhlédla.

## Hostování
Divadlo Komediograf hostuje se svými inscenacemi v divadlech či jiných divadelních a kulturních prostorech po celé České republice. V Brně uvádí své inscenace nejčastěji v Divadle Bolka Polívky a v HaDivadle. V Praze například v Dejvickém divadle a v Divadle v Dlouhé.

## Herci Divadla Komediograf
Následuje seznam podle oficiálního webu divadla.
- Mariana Chmelařová (Komediograf; Butch Cassidy a Sundance Kid) – bývalá členka HaDivadla; dnes členkou Divadla Bolka Polívky (působí např. v inscenaci Srnky)
- Dalibor Gondík (Zkurvení havlisti) – v současnosti členem souboru Divadla ABC
- Miroslav Hanuš (Zkurvení havlisti) – v současnosti členem souboru Divadla v Dlouhé
- Marek Daniel (Komediograf) – bývalý člen HaDivadla
- Eva Leimbergerová (Butch Cassidy a Sundance Kid) – v současné době členkou Divadla Aqualung, Městská divadla pražská
- Miroslav Kumhala (Komediograf) – v současnosti členem HaDivadla
- Pavel Liška (Komediograf) – bývalý člen HaDivadla
- Tomáš Matonoha (Komediograf; Jak se Husákovi zdálo, že je Věra Čáslavská; Butch Cassidy a Sundance Kid) – bývalý člen HaDivadla a A studia Rubín
- Robert Mikluš (Pokus o vytvoření osobnosti ze sebe sama) – aktuálně působí v Divadle Husa na provázku, Národním divadle a Divadle pod Palmovkou
- Radim Novák (Sketchman) – v současnosti členem Divadelního spolku Frída
- Oldřich Navrátil (Manželství v kostce) – v současnosti členem Studia Ypsilon, Studia DVA divadlo, Divadla Broadway a další
- Lukáš Pavlásek (Evžen a Kopírák; Nekorektní skeče) – v současnosti členem Divadla Palace
- Josef Polášek (Komediograf; Nekorektní skeče; Butch Cassidy a Sundance Kid) – členem Divadla na Fidlovačce, dříve členem HaDivadla
- Barbora Poláková (Butch Cassidy a Sundance Kid)
- Vladimír Polívka (Jak se Husákovi zdálo, že je Věra Čáslavská) – členem souboru Dejvického divadla, Divadla Bolka Polívky
- Marie Ludvíková (Komediograf) – členkou HaDivadla
- Tomáš Měcháček (Zkurvení havlisti; Jak se Husákovi zdálo, že je Věra Čáslavská) – členem souboru Divadlo Letí, Jihočeského divadla Č. Budějovice a Činoherního studia Ústí nad Labem
- Alexandr Stankov (Parta Hic znovu zasahuje) – bývalý člen HaDivadla, v současnosti členem Národního divadla Brno
- Miroslav Sýkora (Parta Hic znovu zasahuje) – dříve členem souboru HaDivadla, v současnosti členem Divadla Bolka Polívky, Husa na provázku a Divadla Polárka
- Filip Teller (Parta Hic znovu zasahuje) – v současnosti je moderátorem a hostitelem Tell or Show, což je tzv. divadelní talk show
- Jakub Žáček (Komediograf; Nekorektní skeče) – v současnosti členem souboru Divadla Na zábradlí
- Zuzana Kronerová (Manželství v kostce) – v současnosti členkou souboru Studia Ypsilon, Divadlo Letí a Vršovického divadla MANA[1]

## Hudebníci Divadla Komediograf
- Zdeněk Král (Komediograf; Nekorektní skeče)
- Mario Buzzi (Komediograf)[1]

## Další spolupracovníci divadla
- Monika Tanečková – produkční a spoluzakladatelka Divadla Komediograf
- Pavel Zgarba – technik Divadla Komediograf[1]